# Liste von Barockkomponisten
Dieser Artikel versteht sich als Ergänzung des Artikels Barockmusik und stellt eine Auswahl von Komponisten des Barock dar.
Eine weitere, alphabetisch geordnete Liste befindet sich unter Kategorie:Komponist (Barock).

## Frühbarock

### Frankreich
- Jean Titelouze (1563–1633)
- Jean Mazuel der Ältere, pere (1568–1616)
- Charles Chevalier (um 1570 – um 1611)
- Jean Desquesnes (um 1570 – um 1630)
- Antoine Francisque (um 1570–1605)
- Pierre de La Barre (1572–1619)
- Robert Ballard (um 1575 – um 1645)
- Gabriel Bataille (1575–1630)
- Ennemond Gaultier (um 1575–1651)
- Eustache Picot (um 1575–1651)
- Balthasar Racquet (um 1575–1630)
- Germain de La Barre (1579–1656)
- Jehan Basset (um 1580–1636)
- Jacques de Belleville (um 1580 – um 1632)
- Jean de Bournonville (um 1580–1632)
- Guillaume Bouzignac (um 1580 – um 1643)
- Henri Frémart (um 1580 – um 1646)
- François Richard (um 1580–1650)
- Pierre Richard (um 1580–1630)
- Jesson Quinart (1583–1670)
- Antoine de Boësset, sieur de Villedieu (1586–1643)
- Henry le Bailly (um 1590–1637)
- Jean Boyer (um 1590 – um 1643)
- Étienne de Houzelot (um 1590 – um 1627)
- Jacques Lefebure (1590 – um 1613)
- Denis Macé (um 1590 – um 1648)
- Louis de Rigaud (um 1590 – um 1623)
- Signac (um 1590 – um 1630)
- Paul Auger (um 1592–1660)
- Pierre de La Barre (1592–1656)
- Jean Mazuel, fils (1594 – um 1633)
- Louis Richard (um 1595 – um 1640)
- Pierre Richard (um 1595–1652)
- Pierre de Nyert (um 1597–1682)
- Charles Racquet (um 1598–1664)
- Étienne Moulinié (1599–1676)
- Charles d’Ambleville (um 1600 – um 1636)
- Artus Auxcousteaux (um 1600 – um 1656)
- Francois de Chancy (um 1600–1656)
- Annibal Gantez (um 1600 – um 1668)
- Thomas Gobert (um 1600–1672)
- Nicolas Hotman (um 1600–1663)
- Nicolas Métru (um 1600 – um 1670)
- André Péchon (um 1600 – um 1652)
- Germain Pinel (um 1600–1664)
- André de Rosiers (um 1600 – um 1672)
- Jacques Champion de Chambonnières (1601 – um 1670)
- Louis Richard (fils) (um 1604–1646)
- Charles Coypeau d’Assoucy (1605–1677)
- Jean de Cambefort (1605–1661)
- Pierre Mazuel (um 1605 – um 1650)
- Sébastien Le Camus (um 1610–1677)
- François Cosset (um 1610 – um 1673)
- François Dufault (um 1610 – um 1669)
- Jacques de Gouy (um 1610 – um 1650)
- Michel Lambert (1610–1696)
- Michel Mazuel (um 1610–1676)
- Henry Du Mont (1610–1684)
- Jean Veillot (1611–1662)
- Louis de Mollier (Molière) (um 1613–1688)
- Jean-Baptiste de Boësset, sieur de Dehault (1614–1685)
- Nicolas Saboly (1614–1675)
- Angelo Michele Bartolotti (um 1615 – um 1681)
- Guillaume Dumanoir (1615–1697)
- Pierre Robert (1618–1698)
- Louis Bruslard (1620–1670)
- Charles de Helfer (1620–1674)
- Antoine Lardenois (1620–1660)
- Denis Lefebure (1620–1674)
- Charles Richard (1620–1652)
- Pierre Verdier (1620–1697)

### Italien

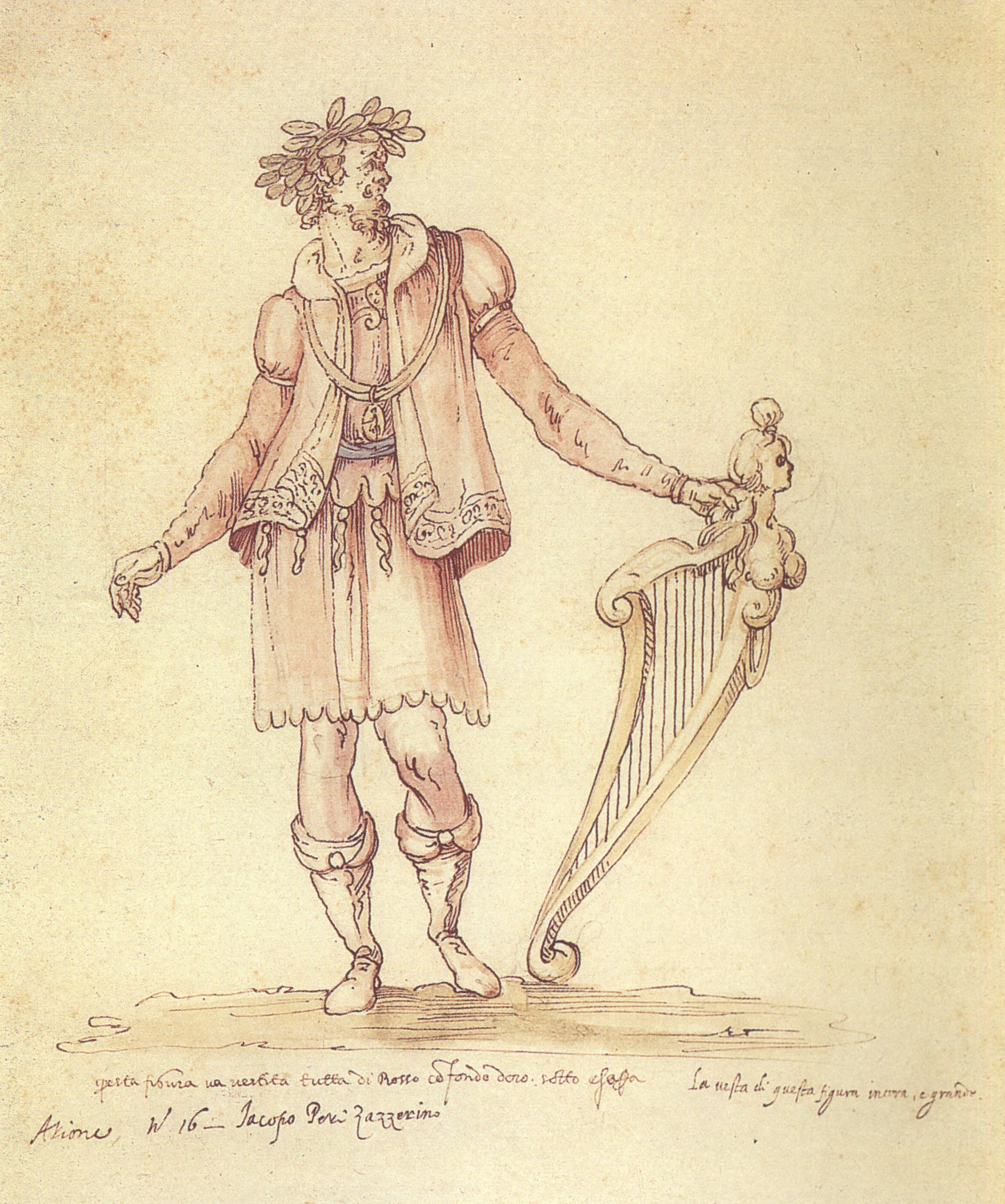
Jacopo Peri

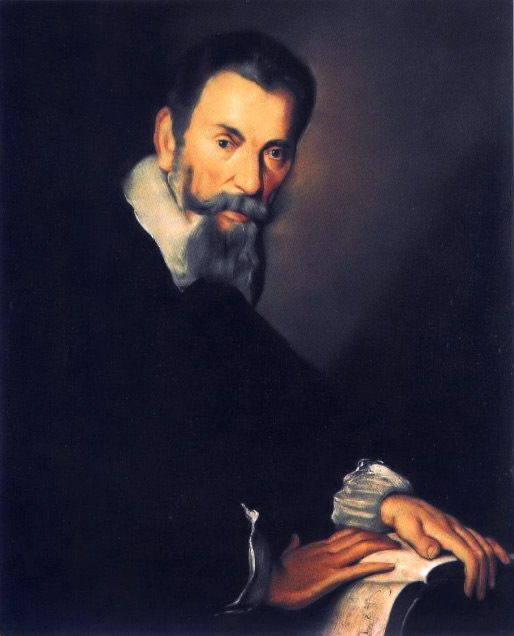
Claudio Monteverdi (Portrait von Bernardo Strozzi)

- Giovanni Maria Nanino (um 1545–1607)
- Giovanni Gabrieli (1557–1612)
- Giovanni Bassano (um 1558–1617)
- Giovanni Bernardino Nanino (um 1560–1618)
- Lodovico Viadana (um 1560–1627)
- Jacopo Corsi (1561–1602)
- Jacopo Peri (il Zazzerino) (1561–1633)
- Francesco Usper (Spongia) (1561–1641)
- Carlo Gesualdo (1566–1613)
- Alessandro Piccinini (1566 – um 1638)
- Claudio Monteverdi (1567–1643)
- Adriano Banchieri (1568–1634)
- Giulio Cesare Monteverdi (1573–1630/31)
- Alessandro Aglione († 1621)
- Vittoria Aleotti (Raffaela Aleotta) (1570 – um 1593)
- Michaele Angelo Amadei (um 1570 – um 1615)
- Antonio Naldi Bardella (um 1570 – um 1620)
- Girolamo Bartei (um 1570 – um 1618)
- Aurelio Bonelli (um 1570 – um 1630)
- Diomedes Cato (um 1570 – um 1615)
- Giovanni Paolo Cima (1570–1622)
- Ignazio Donati (um 1570–1638)
- Gabriele Fattorini (um 1570 – um 1615)
- Amedo Fredi (um 1570 – um 1634)
- Ortensio Gentine (1570 – um 1616)
- Francesco Genvino (1570 – um 1614)
- Oratio Giaccio (um 1570 – um 1620)
- Giovanni Battista Gnocchi (um 1570 – um 1611)
- Giovanni Battista Grillo (um 1570–1622)
- Pedro de Heredia (Eredia) (um 1570–1648)
- Girolamo Lambardi (um 1570 – um 1623)
- Giovanni Battista Leonetti (um 1570 – um 1617)
- Vincenzo Liberti (um 1570 – um 1609)
- Giovanni Vincenzo Macedonio di Muti (1570 – um 1606)
- Giovan Domenico Montella(1570–1607)
- Stefano Nascimbeni (um 1570 – um 1616)
- Asprilio Pacelli (um 1570–1623)
- Nicola Parma (um 1570 – um 1611)
- Giulio Santo Pietro del Negro (um 1570 – um 1620)
- Giovanni Domenico Puliaschi (um 1570 – um 1620)
- Gabriello Puliti (um 1570 – um 1635)
- Francesco Rognoni (Taeggio) († vor 1626)
- Giovanni Domenico Rognoni (Taeggio) († vor 1626)
- Riccardo Rognoni († 1620)
- Salamone Rossi (um 1570 – um 1630)
- Orlando Santi (um 1570–1619)
- Donat Antonio Spano (um 1570 – um 1608)
- Vincenzo Ugolini (um 1570–1638)
- Pier Francesco Valentini (um 1570–1654)
- Francesco Bianciardi (1572–1607)
- Geminiano Capilupi (1573–1616)
- Lorenzo Allegri (um 1573–1648)
- Giovanni Battista Stefanini (1574–1630)
- Francesco Bellazzi (um 1575 – um 1628)
- Steffano Bernardi (um 1575 – um 1637)
- Antonio Brunelli (um 1575 – um 1627)
- Fabio Costantini (um 1575 – um 1644)
- Francesco Eredi (um 1575 – um 1629)
- Giacomo Finetti (um 1575 – um 1629)
- Amante Franzoni (um 1575–1629)
- Romano Micheli (um 1575 – um 1659)
- Hannibal Orgas (um 1575–1629)
- Giovanni Priuli (um 1575–1629)
- Francesco Rasi (um 1575 – um 1620)
- Johann Hieronymus Kapsberger (um 1575–1661)
- Giovanni Maria Trabaci (um 1575–1647)
- Tomaso Pecci (1576–1606)
- Alessandro Grandi (1590–1630)
- Giovanni del Turco (1577–1647)
- Agostino Agazzari (1578–1640)
- Marcello Albano (um 1580 – um 1616)
- Filippo Albini (um 1580 – um 1626)
- Giovanni Bacilieri (um 1580 – um 1619)
- Giovanni Battista Biondi (um 1580 – um 1630)
- Bernardino Borlasca (um 1580 – um 1624)
- Ottavio Borono (um 1580–1617)
- Domenico Brunetti (um 1580–1646)
- Giovanni Brunetti (um 1580–1631)
- Bellerofonte Castaldi (um 1580–1649)
- Tomaso Cecchino (um 1580–1644)
- Giovanni Ceresini (um 1580 – um 1638)
- Francesco Antonio Costa (um 1580 – um 1626)
- Alessandro Costantini (um 1580–1657)
- Ottavio Durante (um 1580 – um 1608)
- Giovanni Battista Fergusio (um 1580 – um 1612)
- Giovanni Battista Fontana (um 1580–1630)
- Leandro Gallerano (um 1580–1632)
- Ottavio Maria Grandi (um 1580 – um 1628)
- Vincenzo de Grandis (um 1580–1646)
- Annibale Gregori (um 1580–1633)
- Alessandro Gualteri (um 1580 – um 1620)
- Sigismondo d’India (um 1580–1629)
- Valvasensi Lazaro (um 1580 – um 1634)
- Guglielmo Lipparini (um 1580 – um 1649)
- Cesare Marotta (um 1580–1630)
- Pietro Maria Marsolo (um 1580 – um 1616)
- Giovanni Nicolò Mezzogori (um 1580 – um 1623)
- Francesco Pasquali (um 1580 – um 1633)
- Giovanni Picchi (um 1580 – um 1625)
- José (Gioseppe) de Puente (1580 – um 1630)
- Raffaello Rontani (um 1580–1622)
- Crescentino Salzilli (um 1580 – um 1616)
- Antonio Savetta (um 1580 – um 1641)
- Francesco Severi (um 1580–1630)
- Bernardo Strozzi (um 1580 – um 1630)
- Vincenzo Ugolini (um 1580–1638)
- Ottavio Vernizzi (um 1580 – um 1648)
- Bernardo Gianoncelli († vor 1650)
- Gregorio Allegri (1582–1652)
- Severo Bonini (1582–1663)
- Marco da Gagliano (1582–1643)
- Giovanni Valentini (1582/1583–1649)
- Paolo Agostini (um 1583–1629)
- Girolamo Frescobaldi (1583–1643)
- Antonio Cifra (1584–1629)
- Nicolò Rubini (1584–1625)
- Domenico Allegri (um 1585–1629)
- Or’in Dio Bartolini (um 1585–1640)
- Pie(t)ro Benedetti (um 1585–1649)
- Giovanni Marco Costa (um 1585 – um 1656)
- Andrea Falconieri (um 1585–1656)
- Giuseppe Palazotto Tagliavia (um 1585 – um 1632)
- Ercole Porta (1585–1630)
- Biagio Tomasi (um 1585–1640)
- Claudio Saracini (1586 – um 1649)
- Domenico Massenzio (1586–1657)
- Pietro della Valle (1586–1652)
- Stefano Landi (1587–1639)
- Francesca Caccini (1587 – um 1640)
- Ivan Lukačić (Giovanni Lucacih) (1587–1648)
- Francesco Turini (um 1589–1656)
- Giulio Cesare Ardemanio (um 1590–1650)
- Natale Bazzini (um 1590–1639)
- Giovanni Battista Buonamente (um 1590–1643)
- Dario Castello (um 1590 – um 1644)
- Claudio Cocchi (um 1590 – um 1632)
- Gaspare Filippi (um 1590 – um 1653)
- Santino Girelli (um 1590 – um 1627)
- Steffano Landi (um 1590–1639)
- Carlo Milanuzzi (um 1590 – um 1647)
- Giovanni Giacomo Porro (um 1590–1656)
- Pellegrino Possenti (um 1590 – um 1628)
- Lorenzo Ratti (1590–1630)
- Pietro Verdina (um 1590–1643)
- Filippo Vitali (um 1590–1653)
- Domenico Mazzocchi (1592–1665)
- Francesco Maria Bazzini (1593–1660)
- Francesca Colonna (1593–1665)
- Tarquinio Merula (um 1594–1665)
- Giovanni Battista Ala (um 1595 – um 1627)
- Giovanni Battista Buonamente (1595–1642)
- Girolamo Casati (um 1595 – um 1654)
- Francesco Manelli (um 1595–1667)
- Biagio Marini (um 1595–1665)
- Bartolomeo Montalbano (um 1595–1651)
- Giovanni Maria Sabino (um 1595 – um 1649)
- Tullio Cima (1595–1678)
- Giovanni Rovetta (um 1596–1668)
- Antonio Maria Abbatini (um 1597 – um 1679)
- Virgilio Mazzocchi (1597–1646)
- Luigi Rossi (um 1598–1653)
- Galeazzo Sabbatini (um 1597–1662)
- Giovanni Giacomo Arrigoni (um 1600 – um 1663)
- Constantino Baselli (fl. 1600–1640)
- Giovanni (Zan) Pietro Berti († 1638)
- Francesco Colombini (1588 – 1671)
- Giovanni Battista Fasolo (um 1600–1664)
- Carlo Farina (1600–1640)
- R. Florido (um 1600 – um 1672)
- Niccolò Fontei (um 1600 – um 1647)
- Giuseppe Giamberti (um 1600 – um 1662)
- Alberto Lazari (um 1600 – um 1637)
- Giovanni Antonio Leoni (um 1600 – um 1652)
- Martino Pesenti (um 1600–1647)
- Christoforo Piochi (um 1600 – um 1675)
- Francesco Paolo Sacrati (um 1600–1650)
- Pietro Paolo Sabbatini (um 1600 – um 1657)
- Giovanni Felice Sances (Sanci) (um 1600–1679)
- Giovanni Vincenzo Sarti (um 1600 – um 1655)
- Florido de Silvestri (um 1600 – um 1672)
- Simone Vesi (um 1600 – um 1660)
- Francesco Cavalli (1602–1676)
- Chiara Margarita Cozzolani (1602–1676/78)
- Marco Marazzoli (um 1602–1662)
- Michel Angelo Rossi (um 1602–1656)
- Marco Scacchi (um 1602–1662)
- Orazio Tarditi (1602–1677)
- Benedetto Ferrari (1603–1681)
- Natale Monferrato (um 1603–1685)
- Francesco Nigetti (1603–1680)
- Marco Uccellini (um 1603–1680)
- Francesco Foggia (1604–1688)
- Loreto Vittori (1604–1670)
- Orazio Benevoli (1605–1672)
- Antonio Bertali (1605–1669)
- Giacomo Carissimi (1605–1674)
- Michelangelo Grancino (um 1605–1669)
- Bonifazio Graziani (um 1605–1664)
- Massimiliano Neri (um 1623 – um 1673)
- Erasmo de Bartoli (1606–1656)
- Cesare de Judice (1607–1680)
- Mario Savioni (um 1608–1685)
- Romualdo Honorio (um 1610 – um 1645)
- Scipione Lazarini (um 1610 – um 1675)
- Francesco della Porta (um 1610–1666)
- Sisto Reina (um 1610 – um 1664)
- Lorenzo Penna (1613–1693)
- Marc’Antonio Pasqualini (1614–1691)
- Angelo Michele Bartolotti (um 1615 – um 1681)
- Carlo Caprioli (um 1615 – um 1673)
- Giovanni Antonio Rigatti (1615–1649)
- Gregorio Strozzi (um 1615 – um 1687)
- Maurizio Cazzati (1616–1678)
- Pietro Andrea Ziani (1616–1684)
- Giovan Carlo Rossi (1617–1692)
- Antimo Liberati (1617–1692)
- Matteo Simonelli (1618–1696)
- Giulio Cesare Arresti (1619–1701)
- Barbara Strozzi (1619–nach 1663)
- Mario Albiosi (1620–1686)
- Francesco Corbetta (1620–1681)
- Isabella Leonarda (1620–1704)
- Francesco Lucio (1620–1658)
- Pompeo Natale (1620–1681)
- Domenico Pellegrini (1620–1650)
- Francesco Petrobelli (1620–1695)
- Antonio Sartorio (1620–1681)
- Bernardo Storace (1620–1664)
- Antonio Francesco Tenaglia (1620–1661)
- Giovanni Battista Vacchelli (1620–1667)
- Giovanni Battista Volpe (1620–1692)

### England
- William Byrd (1543–1623)
- John Dowland (1563–1626)
- Thomas Bateson (um 1570–1630)
- John Bennet (1570–1614)
- Benjamin Cosyn (um 1570 – um 1644)
- John Farrant (um 1570 – um 1630)
- Thomas Graeves (um 1570 – um 1604)
- John Hilton (um 1570–1608)
- Thomas Hunt (um 1570 – um 1601)
- George Kirbye (um 1570–1634)
- George Marson (um 1570–1632)
- T. Merricocke (Marcock) (um 1570 – um 1606)
- John Mundy (um 1570–1630)
- Richard Nicholson (um 1570–1639)
- Lewis Richard (um 1570 – um 1639)
- Frederic Standish (um 1570 – um 1630)
- William Wigthorpe (um 1570 – um 1610)
- John Ward (1571–1638)
- Thomas Lupo (1571–1627)
- Martin Peerson (um 1572–1651)
- Thomas Tomkins (1572–1656)
- Francis Tregian (um 1574–1619)
- John Wilbye (1574–1638)
- John Bartlet (um 1575 – um 1610)
- John Coperario (Cooper) (um 1575–1626)
- John Lisley (um 1575 – um 1603)
- Simon Stubbs (um 1575 – um 1621)
- Thomas Weelkes (um 1575–1623)
- Daniel Norcome (1576–1626)
- Robert Jones (um 1577 – um 1615)
- Alfonso Ferrabosco der Jüngere (um 1578–1628)
- John Amner (1579–1641)
- John Adson (um 1580 – um 1634)
- Thomas Boyes (um 1580 – um 1620)
- William Corkine (um 1580 – um 1612)
- Richard Dering (Dearing) (um 1580–1630)
- Michael East (um 1580–1648)
- Thomas Ford (um 1580–1648)
- John Heath (um 1580 – um 1668)
- Tobias Hume (um 1580–1645)
- Richard Hutchinson (um 1580–1646)
- Robert Johnson (um 1580 – um 1634)
- John Maynard (um 1580 – um 1611)
- Walter Rowe (um 1580 – um 1641)
- William West (um 1580–1643)
- Thomas Wilkinson (um 1580 – um 1612)
- Henry Youll (um 1580 – um 1606)
- Thomas Simpson (1582 – um 1625)
- Orlando Gibbons (1583–1625)
- Richard Browne (um 1585–1664)
- Henry Lichfild (um 1585 – um 1614)
- Robert Ramsey (um 1585 – um 1644)
- William Stonard (um 1585–1630)
- Thomas Vautor (um 1585 – um 1628)
- Leonard Woodson (sr.) (um 1585–1641)
- John Lugg (1587 – um 1647)
- Nicholas Lanier (1588–1666)
- John Attey (um 1590 – um 1640)
- John Earsden (um 1590 – um 1618)
- George Mason (um 1590 – um 1618)
- Henry Molle (um 1590 – um 1640)
- Angelo Notari (Notary) (1590–1664)
- John Oker (um 1590 – um 1644)
- Henry Palmer (um 1590 – um 1645)
- Richard Portman (um 1590–1659)
- Daniel Tailer (um 1590–1643)
- Adrian Batten (1591–1637)
- John Jenkins (1592–1678)
- Thomas Ravenscroft (um 1592 – um 1633)
- Charles Coleman (um 1595–1664)
- Walter Porter (um 1595–1659)
- Elias Smith (um 1595 – um 1649)
- John Wilson (1595–1674)
- Henry Lawes (1596–1662)
- John Hilton (1599–1657)
- John Cobb (um 1600 – um 1667)
- Richard Gibbs (um 1600 – um 1664)
- Henry Hinde (um 1600–1641)
- Henry Loosemore (um 1600–1670)
- William Wake (um 1600 – um 1663)
- William Lawes (1602–1645)
- Randall Jewet (um 1603–1675)
- William Smith (1603–1645)
- Davis Mell (1604 – um 1661)
- Thomas Lupo (1605–1660)
- Christopher Simpson (um 1605–1669)
- Thomas Warwick (um 1605–1660)
- William Child (1606–1697)
- John Hingeston (1606–1683)
- William Juxon (um 1610 – um 1650)
- Edward Lowe (um 1610–1682)
- Thomas Mace (um 1613–1709)
- Benjamin Rogers (1614–1698)
- Henry Cooke (1615–1672)
- John Gamble (1615–1687)
- William Pysing (um 1615 – um 1685)
- William Holder (1616–1696)
- James Cob (1620–1697)
- John Foster (1620–1677)
- Roger Hill (1620–1674)
- George Jeffries (1620–1685)
- William Tucker (1620–1679)
- Thomas Wilson (um 1620 – nach 1677)
- William Young (um 1610–1662)

### Niederlande und Belgien

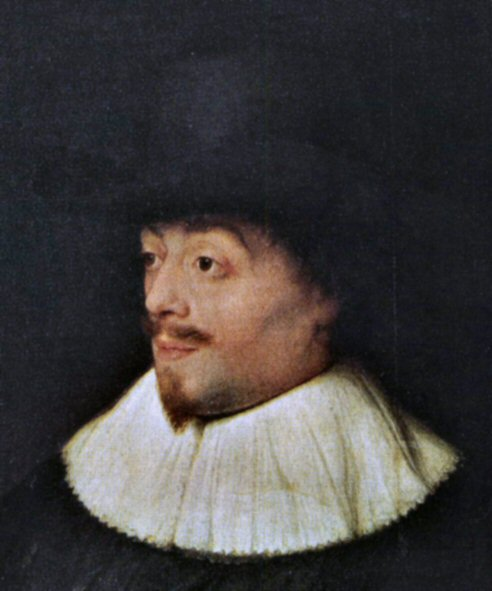
Constantijn Huygens

- Joachim van den Hove (um 1570–1620)
- Géry de Ghersem (um 1574–1630)
- Antoine Barbé (um 1575–1626)
- Léonard de Hodémont (um 1575–1636)
- Mathieu Rosmarin (um 1575–1647)
- Henderick Joostenszoon Speuy (um 1575–1625)
- Charles Guillet (um 1580–1654)
- Caspar Vincentius (um 1580–1624)
- Nicolas Vallet (um 1583 – um 1626)
- Henri (Lambaux) de Remouchamps (um 1585–1638)
- Jacob van Eyck (um 1590–1637)
- Gilles Hayne (1590–1650)
- Cornelius Tymenszoon Padbrué (um 1590–1670)
- Constantijn Huygens (1596–1687)
- Herman Hollanders (1600 – um 1637)
- Henri Liberti (Hendrik) (um 1600 – um 1661)
- Nicolaus à Kempis (um 1600–1676)
- Henry Du Mont (1610–1684)
- Lambert Pietkin (1613–1696)
- Philippe van Wicchel (1614–1675)
- Anthoni van Noordt (1620–1675)
- Jean Florent a Kempis (1635–1711)

### Dänemark/Schweden
- Mogens Pedersøn (um 1585–1623)
- Andreas Düben (um 1590–1662)
- Gabriel Voigtländer (um 1596–1643)
- Johann Lorentz (um 1610–1689)
- Pierre Verdier (1620–1697)

### Deutschland/Österreich/Schweiz
- Paul Sartorius (1569–1609)
- Georg Engelmann (um 1570–1632)

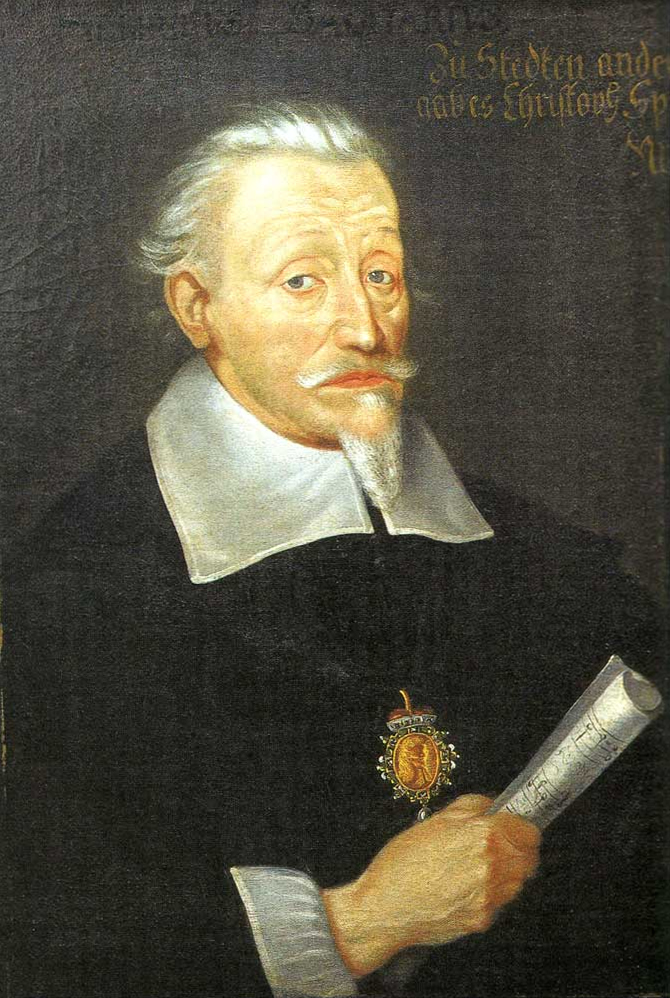
Heinrich Schütz, porträtiert von Christoph Spetner

- Thomas Elsbeth (um 1570 – um 1624)
- Christian Erbach (um 1570–1635)
- Zacharias Füllsack (um 1570–1616)
- Wolfgang Getzmann (um 1570 – um 1613)
- Heinrich Hartmann (um 1570 – um 1617)
- Johannes Krocker (um 1570–1626)
- Johann Stadlmayr (1570–1648)
- Wolfgang Striccius (um 1570 – um 1611)
- Melchior Vulpius (Fuchs) (um 1570–1615)
- Nikolaus Zangius (Zange) (um 1570 – vor 1619)
- Martin Zeuner (Zeyner) (um 1570–1619)
- Michael Praetorius (um 1571–1621)
- Valentin Geuck (um 1572–1596)
- Moritz, Landgraf von Hessen (1572–1632)
- Erasmus Widmann (1572–1634)
- Samuel Besler (1574–1625)
- Steffano Bernardi (um 1575 – um 1637)
- Johann Groh (um 1575–1627)
- Peter Hasse der Ältere (um 1575–1640)
- Johann Hieronymus Kapsberger (G. G. Tedesco della Tiorba) (um 1575–1661)
- Paul Peuerl (Bäuerl) (um 1575–1625)
- Paul Rivander (um 1575 – um 1621)
- Christoph Strauss (um 1575–1631)
- Erhard Bodenschatz (1576–1636)
- Michael Herrer (um 1576 – nach 1609)
- Erasmus Sartorius (1577–1637)
- Valentin Dretzel (Trexel) (1578–1658)
- Valerius Otto (1579 – um 1611)
- Martin Roth (um 1580–1610)
- Hieronymus Bildstein (um 1580 – um 1626)
- Bernardino Borlasca (um 1580 – um 1624)
- Stephan Faber (um 1580–1632)
- Melchior Franck (um 1580–1639)
- David Oberndörffer (um 1580 – um 1630)
- Walter Rowe (um 1580 – um 1641)
- Johann Stobaeus (1580–1646)
- Caspar Vincentius (um 1580–1624)
- Henricus Baryphonus (Heinrich Pipegrop) (1581–1655)
- Daniel Selichius (Seelich) (1581–1626)
- Johann Staden (1581–1634)
- Johann Jeep (1582–1644)
- Johannes Schultz (1582–1653)
- Giovanni Valentini (1582/1583–1649)
- Michael Altenburg (1584–1640)
- Andreas Berger (1584–1656)
- Daniel Friderici (1584–1638)
- Ambrosius Beber (um 1585 – um 1620)
- Johann Degen (um 1585–1637)
- Johann Donfrid (1585–1650)
- Bartholomäus Helder (um 1585–1635)
- Johann Möller (um 1585 – um 1650)
- Gabriel Plautz (Plavec) (um 1585–1641)
- Heinrich Schütz (1585–1672)
- Alessandro Taddei (um 1585–1667)
- Samuel Rühling (um 1586–1626)
- Johann Hermann Schein (1586–1630)
- Paul Siefert (1586–1666)
- Petrus Fabricius (Peter Schmidt) (1587–1651)
- Samuel Scheidt (1587–1654)
- Johann Andreas Herbst (Autumnus) (1588–1666)
- Volckmar Leisring (um 1588–1637)
- Heinrich Pfender (um 1588–1631)
- Johann Benn (um 1590 – um 1660)
- Daniel Bollius (um 1590 – um 1642)
- Johann Jakob Borro (G.G. Porro) (um 1590–1656)
- Johannes Brassicanus (um 1590 – um 1650)
- Giovanni Battista Buonamente (um 1590–1643)
- Cornelius Burgh (um 1590 – um 1639)
- Andreas Düben (um 1590–1662)
- Athanasius Georgijević (um 1590 – um 1640)
- Gilles Hayne (1590–1650)
- Johann Schop (um 1590–1667)
- Pietro Verdina (um 1590–1643)
- Nicolaus Bleyer (1591–1658)
- Friedrich Spee (1591–1635)
- Michael Lohr (1591–1654)
- Tobias Michael (1592–1657)
- Andreas Rauch (1592–1656)
- Melchior Schildt (1592–1667)
- Francesco Maria Bazzini (1593–1660)
- Johann Dilliger (1593–1647)
- Heinrich Grimm (1593–1637)
- Johann Ulrich Steigleder (1593–1635)
- Benedikt Lechler (1594–1659)
- Biagio Marini (1594–1663)
- Johann Klemm (um 1595 – um 1659)
- Michael Kraf (1595–1662)
- Johann Nauwach (um 1595 – um 1630)
- Heinrich Scheidemann (um 1595–1663)
- Vinko Jelic (1596–1636)
- Gabriel Voigtländer (um 1596–1643)
- Johann Crüger (1598–1662)
- Laurentius Erhard (1598–1669)
- Thomas Selle (1599–1663)
- Bartholomäus Aich († nach 1648)
- Carlo Farina (1600–1640)
- Giovanni Felice Sances (Sanci) (um 1600–1679)
- Christian Sartorius (um 1600–1676)
- Dietrich Steffkins (nach 1600–1673)
- Theodor Schuchardt (1601–1677)
- Caspar Kittel (1603–1639)
- Stephan Otto (1603–1656)
- Heinrich Albert (1604–1651)
- Ambrosius Reiner (1604–1672)
- Antonio Bertali (1605–1669)
- Massimiliano Neri (um 1605 – um 1666)
- Andreas Unger (um 1605–1657)
- Johann Vierdanck (um 1605–1646)
- Julius Johann Weiland (um 1605–1663)
- Johannes Khuen (1606–1675)
- Christoph Schultze (1606–1683)
- Philipp Friedrich Böddecker (1607–1683)
- Abraham Megerle (1607–1680)
- David Schedlich (1607–1687)
- Sigmund Theophil Staden (1607–1655)
- Ferdinand III. (1608–1657)
- Jakob Banwart (Jakob Avia) (1609 – um 1657)
- Albericus Mazak (1609–1661)
- Heinrich Pape (1609–1663)
- Wolfgang Christoph Agricola (um 1610 – um 1650)
- Johann Bahr (Bähr) (um 1610 – um 1670)
- Johann Neubauer (um 1610 – um 1650)
- Georg Weber (um 1610 – um 1653)
- Andreas Hammerschmidt (1611–1675)
- Valentin Strobel (1611 – um 1669)
- Markus Ebner (1612–1681)
- Wolfgang Ebner (1612–1665)
- Otto Gibel (1612–1682)
- Jacob Gippenbusch (1612–1664)
- Johann Jakob Wolleb (1613–1667)
- Philipp Friedrich Buchner (1614–1669)
- Franz Tunder (1614–1667)
- Heinrich Bach (1615–1692)
- Johann Nenning (1615–1685)
- Johann Martin Rubert (1615–1677)
- Kaspar Förster (1616–1673)
- Crato Bütner (1616–1679)
- Johann Jakob Froberger (1616–1667)
- Johann Erasmus Kindermann (1616–1655)
- Malachias Siebenhaar (1616–1685)
- Matthias Weckmann (um 1616–1674)
- Nikolaus Hasse (um 1605–1672)
- Conrad Matthaei (1619 – um 1667)
- Johann Rosenmüller (1619–1684)
- Georg Arnold (1621–1676)
- Johann Hektor Beck (1620–1670)
- Joannes Baptista Dolar (1620–1673)
- Adam Drese (1620–1701)
- Johann Kilian Heller (1620–1671)
- Matthäus Hertel (1620–1672)
- Martin Köler (1620–1703)
- Peter Meier (um 1620 – um 1677)
- Thomas Strutius (1621–1687)

### Spanien/Portugal
- Ascanio Meo (um 1570 – um 1608)
- Estévao Lopes Morago (um 1575 – nach 1630)
- Juan Ruiz de Robledo (um 1570 – um 1644)
- Joan Pau Pujol (um 1573–1626)
- Francisco Correa de Arauxo (um 1575 – nach 1633)
- Manuel Machado (1590–1646)
- Filipe de Magalhães (um 1575–1652)
- Bernardo de Peralta Escudero (um 1575–1632)
- Matheo Romero, eigentlich Mathieu Rosmarin (um 1575–1647)
- Giovanni Maria Trabaci (um 1575–1647)
- Francisco Correa de Arauxo (um 1578–1655)
- Luis Brizeno (um 1580 – um 1622)
- Joao de Escobar (um 1580 – um 1620)
- Joan March (1582–1658)
- Juan Palomares (um 1585 – um 1640)
- Marcián Albareda (um 1590 – um 1626)
- Miguel de Arizo (um 1590 – um 1633)
- Agostinho da Cruz (um 1590–1633)
- Gabriel Diaz (um 1590 – um 1631)
- Juan Gutiérrez de Padilla (um 1590–1664)
- Marcos Soares Pereira (um 1590–1655)
- Nicolás Doizi de Velasco (um 1590 – um 1659)
- Sebastián Lopez de Velasco (um 1590 – um 1628)
- Estevao de Brito (um 1595 – um 1640)
- Manuel Correa (um 1600–1653)
- Francisco Navarro (um 1600–1650)
- Carlos Patiño (um 1600–1675)
- Diego de Pontac (1603–1654)
- João IV. (1604–1656)
- Juan Romana (um 1610 – um 1660)
- Pablo Bruna (1611–1679)
- Juan Hidalgo (um 1612–1685)
- Fernando d’Almeida (1618–1660)
- Juan Cererols (1618–1676)
- José Marín (1619–1699)
- Pedro de Araújo (1620–1684)
- Gracián Babán (1620–1675)
- Antonio de Belem (1620–1700)
- Francisco Martins (1620–1680)

### Mexiko
- Juan García de Zéspedes (1619–1678)

### Polen/Böhmen/Schlesien
- Mikołaj Zieleński (Nicolaus Zielenski) (um 1560 – um 1620)
- Jirí Hlohovský (um 1570 – um 1622)
- Johann Sixt von Lerchenfels (um 1570–1629)
- Wincenty Lilius (Vincenzo Gigli) (um 1570–1636)
- Asprilio Pacelli (um 1570–1623)
- Jan Campanus Vodňanský (Kumpan) (1572–1622)
- Andreas Hakenberger (um 1574–1627)
- Piotr Elert (um 1575 – um 1653)
- Hannibal Orgas (um 1575–1629)
- Andrzej Niżankowski (um 1580–1655)
- Paul Schaeffer (um 1580 – um 1645)
- Johann Stobaeus (1580–1646)
- Jakub Kryštof Rybnický (1583–1639)
- Melchior Teschner (1584–1635)
- Paul Siefert (1586–1666)
- Ambrosius Profe (Profius) (1589–1661)
- Francesco Turini (um 1589–1656)
- Andreas Chyliński (um 1590 – um 1635)
- Adam Jarzębski (um 1590–1648)
- Marcin Mielczewski (1590–1651)
- Andrzej Rohaczewski (um 1590 – um 1630)
- Matthäus Apelles von Löwenstern (Apelt) (1594–1648)
- Georg Rudolph, Herzog von Liegnitz (1595–1653)
- Paul Hallmann von Strachwitz (1600–1650)
- Adam Václav Michna z Otradovic (1600–1676)
- Franciszek Lilius (um 1600–1657)
- Ján Simbracký (um 1600–1657)
- Zachariáš Zarevutius (um 1600–1665)
- Marco Scacchi (um 1602 – um 1685)
- Bartłomiej Pękiel (nach 1600 – um 1670)
- Tobias Zeutschner (1615–1675)
- Kaspar Förster (1616–1673)
- Matthäus Hertel (1620–1672)
- Georg Joseph (1620–1668)
- Johann Weichmann (1620–1652)
- Thomas Strutius (1621–1687)

### Osmanisches Reich
- Ali Ufki (Wojciech Bobowski) (um 1610–1675)

## Hochbarock

### Frankreich
- Étienne Richard (1622–1669)
- Jean Cathala (1624–1680)
- François Roberday (1624–1680)
- Bénigne de Bacily (1625–1690)
- Louis Couperin (um 1626–1661)
- Charles Mouton (1626–1699)
- Nicolas Gigault (1627–1707)
- Jean Grenouillet de Sablières (1627–1700)
- Jean-Henri d’Anglebert (1628–1691)
- Robert Cambert (1628–1677)
- Pleickard Carl Beck (1630–1654)
- Nicolas Fleury (1630–1678)
- Nicolas-Antoine Lebègue (1630–1702)
- Séraphin Pinel (um 1630 – um 1667)
- Jean-Baptiste Lully (1632–1687)
- Guillaume-Gabriel Nivers (1632–1714)
- Francois Pinel (um 1635–1709)
- Monsieur de Sainte-Colombe (um 1640 – um 1700)
- André Raison (um 1640–1719)
- Marc-Antoine Charpentier (1643–1704)
- André Danican Philidor (um 1647–1730)
- Johann Philipp Beck (1650–1693)
- Jean-François Lalouette (1651–1728)
- Jacques Boyvin (1653–1706)
- Marin Marais (1656–1728)
- Michel-Richard Delalande (1657–1726)
- Gaspard le Roux (1660[?] – um 1707)
- André Campra (1660–1744)
- Robert de Visée (1660[?] – 1732)
- Nicolas Bernier (1664–1734)
- Claude Jean-Baptiste Boësset, sieur de Launey (1665–1736)
- Élisabeth-Claude Jacquet de La Guerre (1665–1729)
- Jean-Féry Rebel (1666–1747)

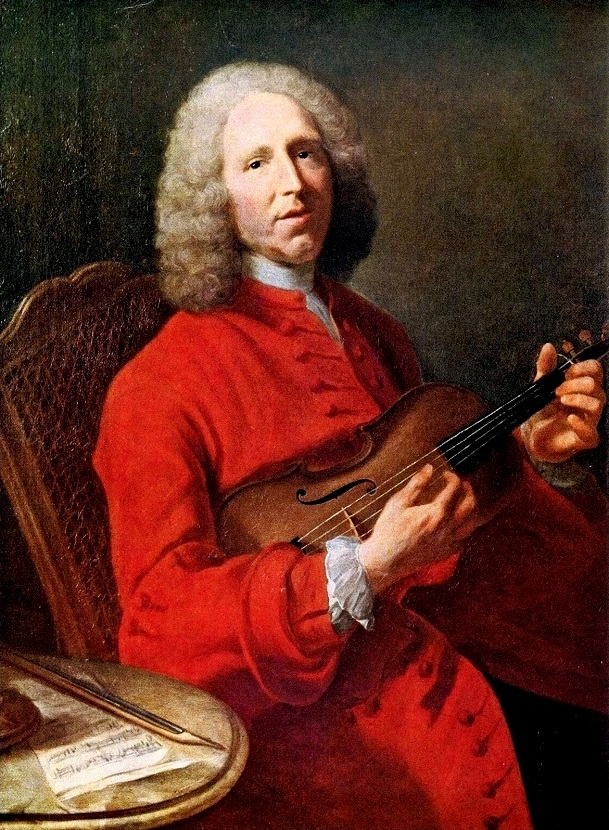
Jean-Philippe Rameau, Gemälde von Camelot Aved

- Michel Pignolet de Montéclair (1667–1737)
- François Couperin (1668–1733)
- Louis Marchand (1669–1732)
- Nicolas de Grigny (1672–1703)
- Jacques-Martin Hotteterre (1673–1763)
- Pierre Du Mage (1674–1751)
- Michel Farinel (1649–1726)

### Italien
- Ercole Bernabei (1621–1687)
- Antonio Cesti (1623–1669)
- Jacopo Melani (1623–1676)
- Giuseppe Tricario (1623–1697)
- Giovanni Bicilli (1623–1705)
- Giovanni Andrea Bontempi (1624–1705)
- Carlo Donato Cossoni (1625–1700)
- Gian Domenico Freschi (1625–1710)
- Marco Giuseppe Peranda (1625–1675)
- Giovanni Legrenzi (1626–1690)
- Francesco Provenzale (1627–1704)
- Francesco Rossi (1627 – um 1700)
- Giuseppe Felice Tosi (1628–1693)
- Vincenzo Amato (1629–1670)
- Lelio Colista (1629–1680)
- Angelo Berardi (1630–1694)
- Francesco Beretta († 1694)
- Giovanni Battista Borri (1630–1688)
- Louis Grabut (1630–1694)
- Carlo Pallavicino (1630–1688)
- Domenico Dal Pane (1630–1694)
- Giovanni Pittoni (1630–1677)
- Vincenzo de Grandis (1631–1708)
- Francesco Antonio Urio (um 1632–1719)
- Giovanni Battista Vitali (1632–1692)
- Giovanni Buonaventura Viviani (1638–1692)
- Alessandro Stradella (1643–1682)
- Sebastiano Moratelli (1640–1706)
- Giovanni Maria Bononcini (1642–1678)
- Bartolomeo Laurenti (um 1644–1726)
- Carlo Ambrogio Lonati (1645 – 1710 oder 1715)
- Gennaro Ursino (1650–1715)
- Nicola Matteis (um 1650 – vor 1703 oder nach 1713)
- Pier Francesco Tosi (1653–1732)
- Arcangelo Corelli (1653–1713)
- Marc’Antonio Ziani (um 1653–1715)
- Agostino Steffani (1654–1728)
- Giuseppe Torelli (1658–1709)
- Alessandro Scarlatti (1660–1725)
- Andrea Grossi (um 1660 – nach 1696)
- Michele Mascitti (1663–1760)
- Attilio Ariosti (1666–1729)
- Angelo Michele Bertalotti (1666–1747)
- Antonio Biffi (1667–1733)
- Antonio Lotti (um 1667–1740)
- Giuseppe Avitrano (um 1670–1756)
- Pietro Paolo Bencini (um 1670–1755)
- Giovanni Bononcini (1670–1747)
- Antonio Caldara (1670–1736)
- Alessandro Marcello (1673–1747)

### England
- Albertus Bryne (1621–1668)
- William King (1624–1680)
- Silas Taylor (1624–1678)
- George Hudson (1625–1668)
- William Webb (1625–1680)
- Alphonso Marsh (1627–1681)
- John Goodgroome (1630–1704)
- Louis Grabut (Lewis Grabu) (1630–1694)
- Matthew Locke (1621–1677)
- John Reading (1630–1692)
- Leonard Woodson (jr.) (um 1630 – um 1699)
- John Blow (1648–1708)
- John Abell (1652–1724)
- Henry Purcell (1659–1695)
- Johann Christoph Pepusch (1667–1752)
- Jeremiah Clarke (um 1673–1707)
- Richard Leveridge (um 1670–1758)

### Niederlande/Belgien
- Abraham van den Kerckhoven (1627–1702)
- Benedictus a Sancto Josepho (Buns) (1642–1716)
- Willem de Fesch (1678–1761)

### Dänemark-Norwegen/Schweden
- Gustav Mengden (1627–1688)
- Dieterich Buxtehude (1637–1707)
- Georg von Bertouch (1668–1743)

### Deutschland/Österreich/Schweiz
- Andreas Fromm (1621–1683)
- Georg Neumark (1621–1681)
- Heinrich Schwemmer (1621–1696)
- Matthias Weckmann (1621–1674)
- Jacob Hintze (1622–1702)
- Dietrich Becker (1623–1680)
- Antonio Cesti (1623–1669)
- Johann Adam Reincken (1623–1722)
- Johann Heinrich Schmelzer (1623–1680)
- David Pohle (1624–1695)
- Johann Jakob Prinner (1624–1694)
- Johann Rudolf Ahle (1625–1673)
- Marco Giuseppe Peranda (1625–1675)
- Wolfgang Carl Briegel (1626–1712)
- Balthasar Erben (1626–1686)
- Christian Flor (1626–1697)
- Johann Melchior Gletle (1626–1683)
- Paul Hainlein (1626–1686)
- Philipp Jacob Baudrexel (1627–1691)
- Johann Caspar von Kerll (1627–1693)
- Christoph Bernhard (1628–1692)
- Constantin Christian Dedekind (1628–1715)
- Andreas Hofer (1629–1684)
- Johann Jacob Löwe (1629–1703)
- Johann Michael Nicolai (1629–1685)
- Thomas Baltzar (1630–1663)
- Friedrich Funck (1630–1690)
- Carlo Pallavicini (1630–1688)
- Sebastian Anton Scherer (1631–1712)
- Andreas Christoph Clamer (1633–1701)
- Nathanael Schnittelbach (1633–1667)
- Clamor Heinrich Abel (1634–1696)
- Dietrich Buxtehude (1637–1707)
- Jacob Weckmann (1640–1680)
- Wolfgang Caspar Printz (1641–1717)
- Johann Christoph Bach (1642–1703)
- Heinrich Ignaz Franz Biber (1644–1704)
- Christian Ritter (um 1645 – um 1725)
- Johann Michael Bach (1648–1694)
- Johann Philipp Krieger (1649–1725)
- Johann Jakob Walther (um 1650–1717)
- David Petersen (um 1650–1737)
- Johann Georg Ahle (1651–1706)
- Johann Krieger (1652–1735)
- Marc’Antonio Ziani (1652–1715)
- Romanus Weichlein (1652–1706)
- Georg Muffat (1653–1704)
- Johann Pachelbel (1653–1706)
- Piero Francesco Tosi (1653–1732)
- Vincent Lübeck (1654–1740)
- Johann Paul von Westhoff (1656–1705)
- Philipp Heinrich Erlebach (1657–1714)
- Johann Kuhnau (1660–1722)
- Henrico Albicastro (1660–1730)
- Johann Joseph Fux (1660–1741)
- Georg Böhm (1661–1733)
- Friedrich Wilhelm Zachau (1663–1712)
- Johann Christoph Pez (1664–1716)
- Johann Speth (1664 – nach 1721)
- Nicolaus Bruhns (1665–1697)
- Johann Kaspar Ferdinand Fischer (1656–1746)
- Johann Nicolaus Hanff (1665 – um 1712)
- Johann Heinrich Buttstedt (1666–1727)
- Liebhold († um 1730)
- Jakob Greber († 1731)
- Johann Samuel Beyer (1669–1744)
- Johann Nicolaus Bach (1669–1753)
- Johann Hugo von Wilderer (1670–1724)
- Matthias Biechteler (1670–1744)

### Spanien/Portugal
- Juan Cabanilles (1644–1712)
- Luiz de Christo (1625–1693)
- Gaspar Sanz (1640–1710)
- Lucas Ruiz de Ribayaz (1630–1672)
- Juan del Vado († nach 1675)

### Russland
- Nikolai Pawlowitsch Dilezki (1630–1681)

### Polen/Böhmen/Schlesien
- Georg Neumark (1621–1681)
- Johann Sebastian (1622–1683)
- Jiři Melcl (1624–1693)
- Balthasar Erben (1626–1686)
- Gustav Mengden (1627–1688)
- Christoph Bernhard (1628–1692)
- Samuel Capricornus (1628–1665)
- János Kájoni (1629–1687)
- Jacek Różycki (1630–1707)

## Spätbarock

### Frankreich
- Michel Pignolet de Montéclair (1667–1737)
- Jacques de Bournonville (1675–1753)
- Thomas-Louis Bourgeois (1676–1750)
- Louis-Nicolas Clérambault (1676–1749)
- Michel de La Barre (1675–1745)
- Jean Audiffren (1680–1762)
- Charles Dieupart (um 1667 – um 1740)
- Louis de Caix d’Hervelois (1680–1759)
- Louis Antoine Dornel (1680–1757)
- Anne Danican Philidor (l’aîné) (1681–1728)
- Pierre Danican Philidor (1681–1731)
- Jean-François Dandrieu (1682–1738)
- Jean-Philippe Rameau (1683–1764)
- Joseph Bodin de Boismortier (1689–1755)
- Louis-Claude Daquin (1694–1772)
- Pierre-Claude Foucquet (1694–1772)
- Jean-Marie Leclair (1697–1764)

### Niederlande/Belgien
- Jean-Baptiste Loeillet de Gant (1688–1720)
- Unico Wilhelm van Wassenaer (1692–1766)
- Fabio Ursillo (vor 1700–1759)
- Joseph-Hector Fiocco (1703–1741)

### Italien
- Tomaso Albinoni (1671–1751)
- Alessandro Marcello (1673–1747)

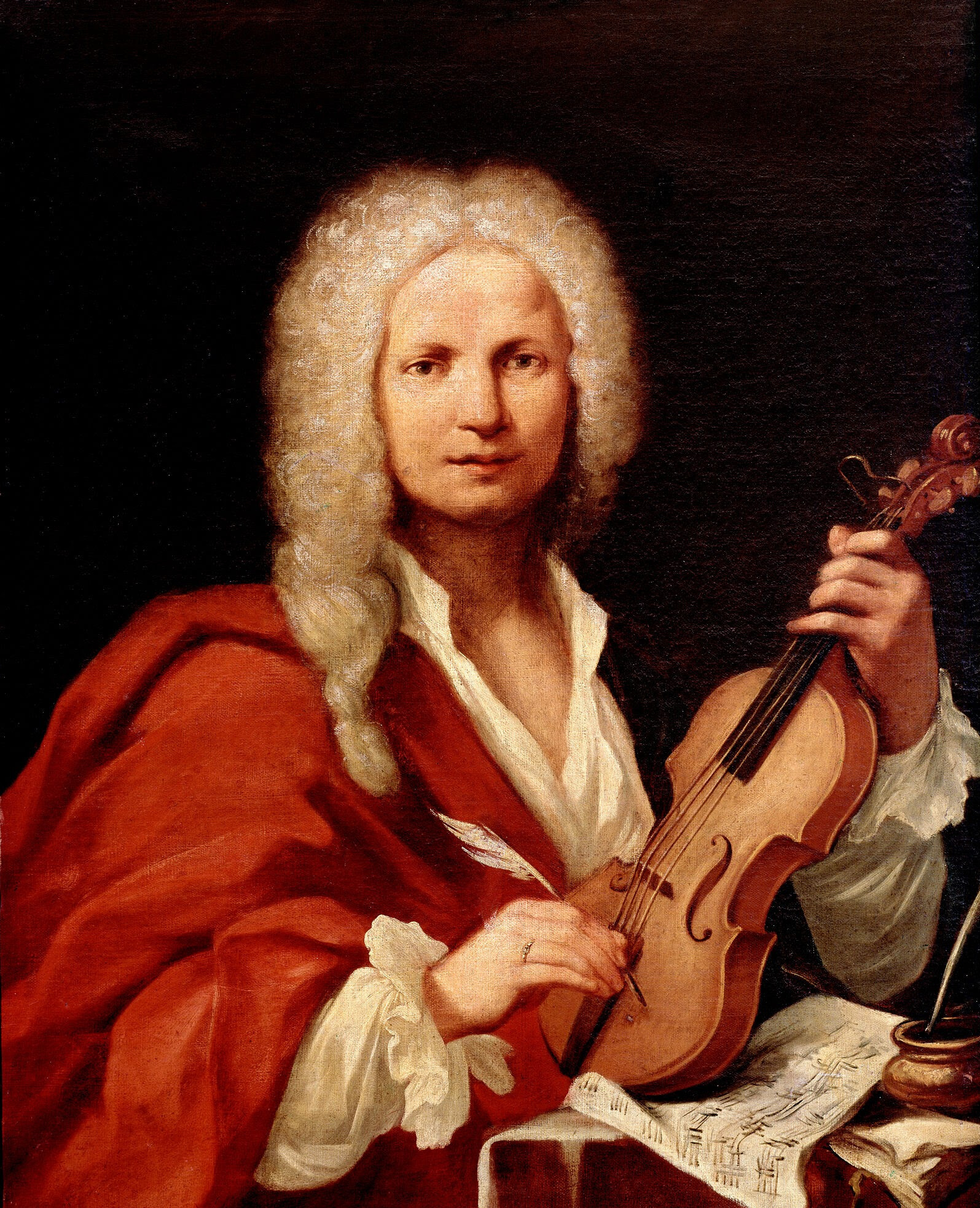
Antonio Vivaldi (1678–1741)

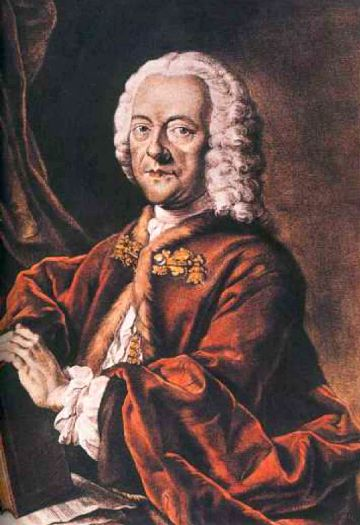
Georg Philipp Telemann (1750)

- Evaristo Felice Dall’Abaco (1675–1742)
- Diogenio Bigaglia (1676–1745)
- Benedetto Riccio (Ricci) (um 1678 – um 1710)
- Antonio Vivaldi (1678–1741)
- Francesco Bartolomeo Conti (1682–1732)
- Francesco Maria Benedetti (1683–1746)
- Domenico Scarlatti (1685–1757)
- Benedetto Marcello (1686–1739)
- Francesco Geminiani (1687–1762)
- Leonardo Vinci um (1690–1730)
- Francesco Maria Veracini (1690–1768)
- Giuseppe Antonio Brescianello (1690–1758)
- Giuseppe Tartini (1692–1770)
- Pietro Locatelli (1695–1764)
- Francesco Manfredini (1684–1762)
- Gianfrancesco Benedetti (um 1700 – nach 1760)
- Giovanni Battista Sammartini (1701–1775)
- Giovanni Battista Pescetti (um 1704–1766)

### Deutschland/Österreich/Schweiz
- Georg Riedel (1676–1738)
- Johann Bernhard Bach (1676–1749)
- Johann Ludwig Bach (1677–1731)
- Reinhard Keiser (1674–1739)
- Evaristo Felice Dall’Abaco (1675–1742)
- Christian Pezold (1677–1733)
- Jan Dismas Zelenka (1679–1745)
- Johann Mattheson (1681–1764)
- Georg Philipp Telemann (1681–1767)
- Christoph Graupner (1683–1760)
- Johann David Heinichen (1683–1729)
- Johann Theodor Roemhildt (1684–1756)
- Johann Gottfried Walther (1684–1748)
- Johann Sebastian Bach (1685–1750)

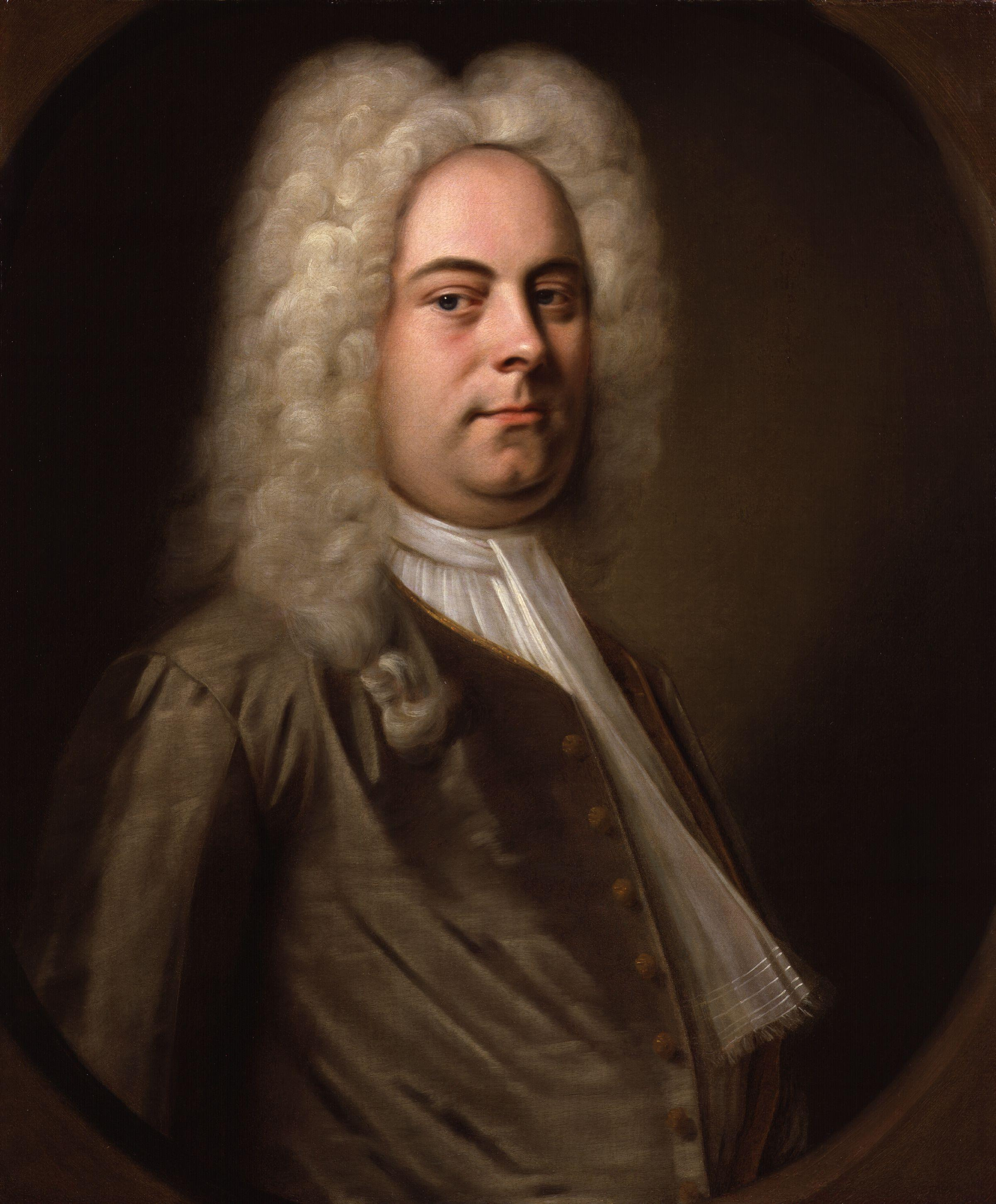
G. F. Händel

- Georg Friedrich Händel (1685–1759; auch England)
- William Hieronymous Pachelbel (1685–1764)
- Silvius Leopold Weiss (1687–1750)
- Johann Adam Birckenstock (1687–1733)
- Johann Friedrich Fasch (1688–1758)
- Benedict Biechteler (1689–1759)
- Gottlieb Muffat (1690–1770)
- Alexander Giessel (1694–1766)
- Johann Ernst von Sachsen-Weimar (1696–1715)
- Johann Melchior Molter (1696–1765)
- Johann Joachim Quantz (1697–1773)
- Johann Adolph Hasse (1699–1783)
- Franz Ignaz Bieling (nach 1700–1757)
- Matthäus Nikolaus Stulick (um 1730)
- Giovanni Benedetto Platti (um 1700–1763)
- Johan Agrell (1701–1765)
- Johann Gottlieb Graun (um 1702–1771)
- Carl Heinrich Graun (um 1703–1759)
- Johann Gottfried Donati (1706–1782)

### Böhmen/Polen/Schlesien
- Johann Joseph Ignaz Brentner (1689–1742)
- František Ignác Tůma (1704–1774)
- Šimon Brixi (1693–1735)
- Česlav Vaňura (1694–1736)

### Spanien/Portugal
- Francisco da Costa e Silva († 1727)
- Francesco Corradini (um 1700 – 1769)
- Miguel López (1669–1723)
- Santiago de Murcia (um 1682 – um 1732)
- António Pereira da Costa (um 1697 – 1770)
- Antonio Soler (1729–1783)
- José de Torres (1670–1738)

### England
- Georg Friedrich Händel (1685–1759)
- Thomas Roseingrave (1690–1766)
- Charles Avison (1709–1770)

### Skandinavien
- Johan Helmich Roman (1694–1758)

## Vor- und Frühklassik

### Polen/Böhmen/Schlesien
- Johann Gottlieb Janitsch (1708–1763)
- Franz Benda (Frantisek) (1709–1786)
- Johann Daniel Pucklitz (vor 1710–1774)
- Johann Georg Benda (Jan Jirí) (1713–1752)
- Georg Anton Benda (Jiri Antonín) (1722–1795)
- Joseph Benda (1724–1804)
- Johann Stamitz (1717–1757)
- Jan Zach (1713–1773)
- Johann Baptist Vanhal (Jan Krtitel) (1739–1813)
- Johann Baptist Georg Neruda (Jan Křtítel Jiří) (1707–1780)
- Franz Xaver Richter (František) (1709–1789)
- Franz Xaver Brixi (František) (1732–1771)

### Übriges Europa
- André Danican Philidor (1652–1730)
- Johan Agrell (1701–1765)
- Giovanni Battista Costanzi (1704–1778)
- Baldassare Galuppi (1706–1785)
- Pietro Domenico Paradies (1707–1791)
- Michel Corrette (1707–1795)
- Johann Adolph Scheibe (1708–1776)
- Dom Bédos (1709–1779)
- Jean Laurent de Béthizy (1709–1781)
- Domenico Alberti (um 1710–1746)
- Thomas Augustine Arne (1710–1778)
- Wilhelm Friedemann Bach (1710–1784)
- Giovanni Battista Pergolesi (1710–1736)
- Jean Cassanéa de Mondonville (1711–1772)
- Joseph Umstatt (1711–1762)
- William Boyce (1711–1779)
- Eric Henn (1712–1773)
- John Stanley (1712–1786)
- Johann Ludwig Krebs (1713–1780)
- Niccolò Jommelli (1714–1774)
- Gottfried August Homilius (1714–1785)
- Christoph Willibald Gluck (1714–1787)
- Carl Philipp Emanuel Bach (1714–1788)
- Jacques Duphly (1715–1789)
- Gioacchino Cocchi (1712–1796)
- Johann Daniel Müller (1716 – nach 1785)
- Leopold Mozart (1719–1787)
- Jean-Joseph Vadé (1719–1757)
- William Walond (1719–1768)
- Johann Philipp Kirnberger (1721–1783)
- Salvatore Bertini (1721–1794)
- Pieter Hellendaal (1721–1799)
- Johann Ernst Bach (1722–1777)
- Karl Friedrich Abel (1723–1787)
- Ferdinando Gasparo Bertoni (1725–1813)
- Pasquale Anfossi (1727–1797)
- Pierre-Montan Berton (1727–1780)
- Anton Bachschmidt (1728–1797)
- Anton Cajetan Adlgasser (1729–1777)
- John Bennett (1725/30–1784)
- Antonio Soler (1729–1783)
- Jean-Baptiste Cardonne (1730–1792)
- Johann Christoph Friedrich Bach (1732–1795)
- Johann Christian Bach (1735–1782)
- Luigi Boccherini (1743–1805)